# Андская пигалица
Андская пигалица (лат. Vanellus resplendens) — вид птиц из семейства ржанковых.

## Распространение
Обитают в Южной Америке, в Андах, на территории Аргентины, Боливии, Чили, Колумбии, Эквадора и Перу.

## Описание
Длина тела около 33 см. Масса 193—230 г. Голова серая, вокруг глаз красные кольца, клюв красный с чёрным кончиком, ноги также красные. Крылья тусклого оливково-зелёного оттенка.

## Биология
Это шумные птицы. Информация о рационе отсутствует. Яйца этих птиц находят в основном в октябре-декабре, реже в январе-феврале.
МСОП присвоил виду охранный статус LC.